# Jimmy Morales
James Ernesto "Jimmy" Morales Cabrera (sinh ngày 18 tháng 3 năm 1969) là Tổng thống của Guatemala sau chiến thắng của ông trong cuộc bầu cử tổng thống năm 2015. Trước khi tham gia sự nghiệp chính trị, ông đã là một diễn viên hài. 
Morales chính thức thay đổi tên của mình bằng hành động thăm dò trong năm 2011. Ông xuất thân từ một gia đình nghèo và là một Kitô hữu Tin Lành. Ông có bằng quản trị kinh doanh từ trường đại học nhà nước Universidad de San Carlos de Guatemala và có bằng thần học.
Morales nổi tiếng là một diễn viên hài kịch truyền hình, diễn viên chính trong loạt Moralejas ("Đạo đức") cùng với anh trai của ông Sammy. Năm 2011, ông chạy đua làm ứng cử viên thị trưởng trong Mixco cho đảng cánh hữu Đảng hành động cho bên phát triển quốc gia. Năm 2013, ông gia Đảng mặt trận hội tụ dân tộc và trở thành tổng thư ký của đảng.